# Von Julin
von Julin är en finländsk adlig ätt, adlad 4 april 1849, där medlemmar varit framträdande inom den finländska industrin. Ätten härstammar från Säby i Österåkers socken i Södermanland, med namnet taget av grannsocknen Julita. Stamfader är bergsrådet John Jakob Julin (1787–1853), innehavaren av Fiskars bruk. Han adlades 1849.

## Släktmedlemmar
- Albert Lindsay von Julin
- Albert von Julin
- Johan Julin
- John Jakob Julin
- Jacob von Julin (1881–1942)
- Jacob von Julin (1906–1986)